# ينع الأسفل (الحيمة الداخلية)

تعديل مصدري - تعديل

ينع الأسفل هي إحدى قرى عزلة الجدعان بمديرية الحيمة الداخلية التابعة لمحافظة صنعاء، بلغ تعداد سكانها 250 نسمة حسب تعداد اليمن لعام 2004.